# Allan Line
La compagnie de transport maritime Allan Line a été créée en 1819 par le capitaine Alexander Allan (1780-1854) de Saltcoats, Ayrshire en Écosse. À ses débuts, l'entreprise était spécialisée dans le transport de marchandises en vrac, en particulier le textile, qu'elle transportait entre Greenock en Écosse jusqu'à Montréal au Québec. Les navires de la Allan Line repartaient ensuite de Montréal vers l'Écosse chargés de marchandises canadiennes. Ce trajet maritime a vite été synonyme de l'entreprise maritime et a été surnommé de « Allan Line ».
Les fils du capitaine Allan étaient aussi impliqués dans les activités commerciales de l'entreprise et ce autant en Europe qu'en Amérique. Cependant, ce fut le second fils du capitaine, Hugh Allan, qui prit les rênes de l'entreprise à la suite du décès de son père. Hugh Allan fonde la « Montreal Ocean Steamship Company » en 1854 en tant que filiale de la Allan Line. L'entreprise grandit lentement et acquiert la State Line, une autre entreprise de transport maritime, en 1891. Connue à partir de ce moment sous le nom de « Allan & State Line » elle reprend le nom de Allan Line vers 1905. En 1917, l'entreprise est rachetée par la Canadian Pacific Steamship Company.

## Histoire

### Des débuts modestes en Écosse
C'est en 1804 qu'Alexander Allan débute dans le commerce maritime en effectuant du cabotage le long des côtes anglaises et écossaises. Mais c'est le blocus continental déclenché par Napoléon Ier pour étouffer le commerce britannique et surtout la participation du capitaine Allan à l'effort de ravitaillement des troupes britanniques commandées par Wellington lors de la guerre d'indépendance espagnole entre 1808 et 1813 qui lui permette de développer une expertise dans le transport des marchandises et d'accumuler « un certain capital ». Ainsi en 1815, à la fin des guerres napoléoniennes, le capitaine Alexander Allan est un homme bien établi dans sa communauté de Saltcoats dans le Ayrshire.
Le commerce des marchandises entre la Clyde et les ports canadiens est déjà bien implanté à la suite de l'effort des Britanniques de diversifier leurs sources d'approvisionnement pendant le blocus continental et représente alors une avenue commerciale intéressante pour les entrepreneurs écossais. En 1818, un petit groupe d'entrepreneurs avec à leur tête Alexander Allan fondent une entreprise de transport maritime et commande un premier navire, le Jean du nom de la conjointe d'Alexander, aux chantiers de la Gilkison, Thomson and Co. Le navire, lancé en 1819 sur la route maritime entre Greenock et Québec, effectue ses deux premiers voyages sans encombre entre juin et octobre avec le capitaine Allan à la barre.
Les connaissances d'Alexander concernant la route Greenock-Québec lui permettent alors de racheter quelques-uns de ses associés et devenir propriétaire majoritaire du Jean,. En même temps, l'entreprise devient de plus en plus une affaire de famille, les fils d'Alexander étant impliqué un à un soit comme marin, gestionnaire ou négociateur,. Malgré l'apparition de ses premiers concurrents sur la route maritime de Québec en 1822, Alexander est en mesure de commander un second navire en 1824, le Favourite, lancé en 1825.
En 1826, c'est à bord du Favourite que Hugh Allan, le second fils d'Alexander, dont les aptitudes de gestionnaire ont été décelées par son père, se rend à Montréal afin d'y parfaire ces connaissances en comptabilité et y occupe un poste dans le négoce des céréales jusqu'en août,. En 1831, l'entreprise acquiert son troisième navire, le Canada, construit par la Steele Shipbuilding de Greenock et la même année Hugh Allan s'installe de façon définitive à Montréal après avoir passé quelques années à voyager sur le continent européen et aux États-Unis,. Après avoir refusé une offre d'emploi intéressante, il accepte un emploi auprès de la Millar and Parlane Co, y apprend le français en négociant l'achat de céréales auprès des fermiers québécois et devient associé de l'entreprise, rebaptisée Millar, Edmonstone & Allan, en 1835.

## Les navires de la Allan Line

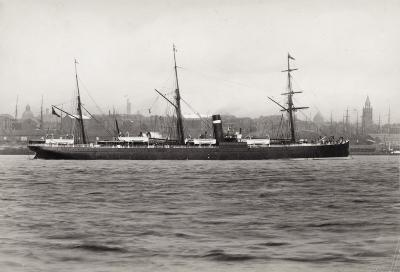
Le vapeur SS Sardinian de la Allan Line à Liverpool en 1891